# Ruta CH-250
Es una carretera chilena que abarca la región de Magallanes y de la Antártica Chilena en el sur de Chile. La ruta se inicia en Puerto Natales y finaliza en el paso fronterizo Dorotea, donde continúa del lado argentino como la Ruta Provincial 20 de la Provincia de Santa Cruz.

## Áreas geográficas y urbanas
- kilómetro 0 Ciudad de Puerto Natales.
- kilómetro 10: acceso a la comuna de Punta Arenas.
- kilómetro 30: paso fronterizo Dorotea.

## Aduanas
- Complejo Fronterizo Dorotea: emplazado entre extensas pampas.
- Documentos: Aduanas Chile, Servicio Agrícola Ganadero, Policía de Investigaciones y Carabineros en Villa Dorotea.
- Horario: de 8 a 24 horas en invierno, (consultar horario de verano en Gobierno Provincial de Última Esperanza, Puerto Natales).

## Sectores de la ruta
- Puerto Natales·Paso Fronterizo Dorotea carretera pavimentada.

- Datos: Q9071352